# Ida Ledermann
Ida Alice Dora Ledermann (geboren am 23. November 1893 in Herdain; gestorben 1967 in Freiburg im Breisgau) war eine deutsch-jüdische Kunsthistorikerin.

## Werdegang
Sie war die Tochter des Fabrikbesitzers Bernhard Ledermann und seiner Ehefrau Frieda, geb. Hirschel.
Ida Ledermann studierte Kunstgeschichte in Berlin und promovierte 1920 bei Adolph Goldschmidt, einem führenden Mediävisten der deutschen Kunstgeschichte.
Im Oktober 1923 begann sie als unbezahlte Volontärin am Provinzialmuseum Hannover (heute Niedersächsisches Landesmuseum). Die Zeit zwischen ihrer Promotion und dieser Anstellung bleibt unklar. Ihre Beschäftigung geht vermutlich auf ihre Verbindung zu Alexander Dorner (1893–1957) zurück, einem ehemaligen Kommilitonen und ebenfalls Schüler Goldschmidts, der 1923 Kurator der Kunstabteilung des Provinzialmuseums wurde. Hier befasste sich Ida Ledermann mit der Bearbeitung niederländischer Gemälde, entsprechend ihrer ausgewiesenen Expertise.
Im Oktober 1924 beendete sie jedoch ihre Tätigkeit auf eigenen Wunsch, da sie sich die unbezahlte Anstellung finanziell nicht mehr leisten konnte. Am 26. November 1924 nahm Ida Ledermann eine neue Position am Kestner-Museum, das damal von Carl Küthmann geleitet wurde, als wissenschaftliche Hilfsarbeiterin an. Hier war sie jedoch weniger in kunsthistorischen, sondern vor allem in bibliothekarischen Tätigkeiten eingebunden und musste sich zu dem ab 1. April 1925 die die Stelle mit der Kunsthistorikerin Marie Jorns teilen.

## Weitere Tätigkeiten und Zeit der Verfolgung
Nach Ende ihres Vertrags 1925 zog Ida Ledermann nach Freiburg im Breisgau. Jedoch fehlen Belege über eine institutionelle kunsthistorische Tätigkeit in dieser Zeit. Zwischen 1923 und 1929 publizierte sie jedoch in verschiedenen Fachzeitschriften und Zeitungen, was auf ein breitgefächertes kunsthistorisches Wissen hinweist. In Die Graphischen Künste, eine Zeitschrift, die sich vor allem auf Beiträge über graphische Techniken, einzelne Künstler, Sammlungen und Ausstellungsberichte konzentrierte, erscheint noch zu Hannoveraner Zeiten ein Aufsatz zu dem später von den Nationalsozialisten geächteten und in der Aktion ‚Entartete Kunst‘ diffamierten Holzschneider Karl Friedrich Zähringer (1886–1923).
Im Oktober 1940 wurde Ida Ledermann im Rahmen der sogenannten Wagner-Bürckel-Aktion als Jüdin von Freiburg aus in das französische Internierungslager Gurs in den Pyrenäen deportiert wurde. Sie überlebte die Deportation und den Krieg.

### Spätere Jahre und Restitutionsverfahren
Ab spätestens 1954 kehrte Ida Ledermann nach Freiburg zurück, wo sie laut Adressbüchern bis 1967 durchgehend in der Hermannstraße 14 gemeldet war. In den 1950er Jahren führte sie zudem einen Zivilprozess zur Rückerstattung von während des Holocaust entzogenen Vermögenswerten, darunter Bankguthaben, Hausrat, Kunstgegenstände, eine Bibliothek sowie Schmuck und Edelmetalle aus ihren Wohnungen in Freiburg und Badenweiler sowie der mütterlichen Wohnung in Berlin.
Ihr Name erscheint letztmals im Freiburger Adressbuch von 1967, sodass davon auszugehen ist, dass sie in diesem oder im darauffolgenden Jahr verstarb.

## Bedeutung und Schicksal
Ida Ledermann ist heute weitgehend in Vergessenheit geraten. Ihre berufliche Tätigkeit am Kestner-Museum und Provinzialmuseum Hannover sowie ihre Veröffentlichungen belegen jedoch ihren Beitrag zur Kunstgeschichte, insbesondere zur niederländischen Malerei und grafischen Kunst. Ihr Schicksal als Überlebende des Holocaust und ihre Kämpfe um Restitution sind wichtige Zeugnisse der Verfolgung und Enteignung jüdischer Intellektueller während des Nationalsozialismus.

## Schriften
- Beiträge zur Geschichte des romanistischen Landschaftsbildes in Holland und seines Einflusses auf die nationale Schule um die Mitte des 17. Jahrhunderts (Berlin / Kaiser Friedrich Universität, Dissertation). Berlin 1920
- Karl Friedrich Zähringer. In: Die graphischen Künste 46 (1923), S. 58–64
- Roman eines Malers. Gauguins Weg von Paris nach den Tropen. In: Gießener Anzeiger 19.10.1928, Nr. 247, Zweites Blatt, S. 5
- Rez.: Poeschel, Erwin: Das Burgenbuch von Graubünden (Zürich 1929). In: Oberrheinische Kunst 4 (1929/30), S. 45–47
- Poeschels Burgenbuch von Graubünden. In: Davoser Revue 5 (1930), S. 148–154